# 日浦村
日浦村（ひうら そん / むら）は、広島県安佐郡にあった村。現在の広島市安佐北区の一部にあたる。

## 地理
毛木川、後山川、筒瀬川の流域に位置していた。

## 歴史
- 1889年（明治22年）4月1日、町村制の施行により、沼田郡毛木村、後山村、宮野村、筒瀬村が合併して村制施行し、日浦村が発足[1][2]。旧村名を継承した毛木、後山、宮野、筒瀬の4大字を編成[2]。
- 1898年（明治31年）10月1日、郡の統合により安佐郡に所属[1][2]。
- 1955年（昭和30年）3月31日、安佐郡鈴張村、飯室村、小河内村、久地村と合併し、町制施行し安佐町を新設して廃止された[1][2]。

### 地名の由来
日裏山神社による。

## 産業
- 農業[2]

## 交通

### 乗合バス
- 1935年（昭和10年）頃、広島 - 八木 - 日浦間に乗合バス運行[2]。